# Kostel Narození svatého Jana Křtitele (Osov)
Kostel Narození svatého Jana Křtitele je římskokatolický kostel v Osově, po hradu Karlštejn nejdochovalejší a nejvýznamnější stavba na Berounsku. Do státního seznamu kulturních památek byl zapsán v roce 1965.

## Historie a popis

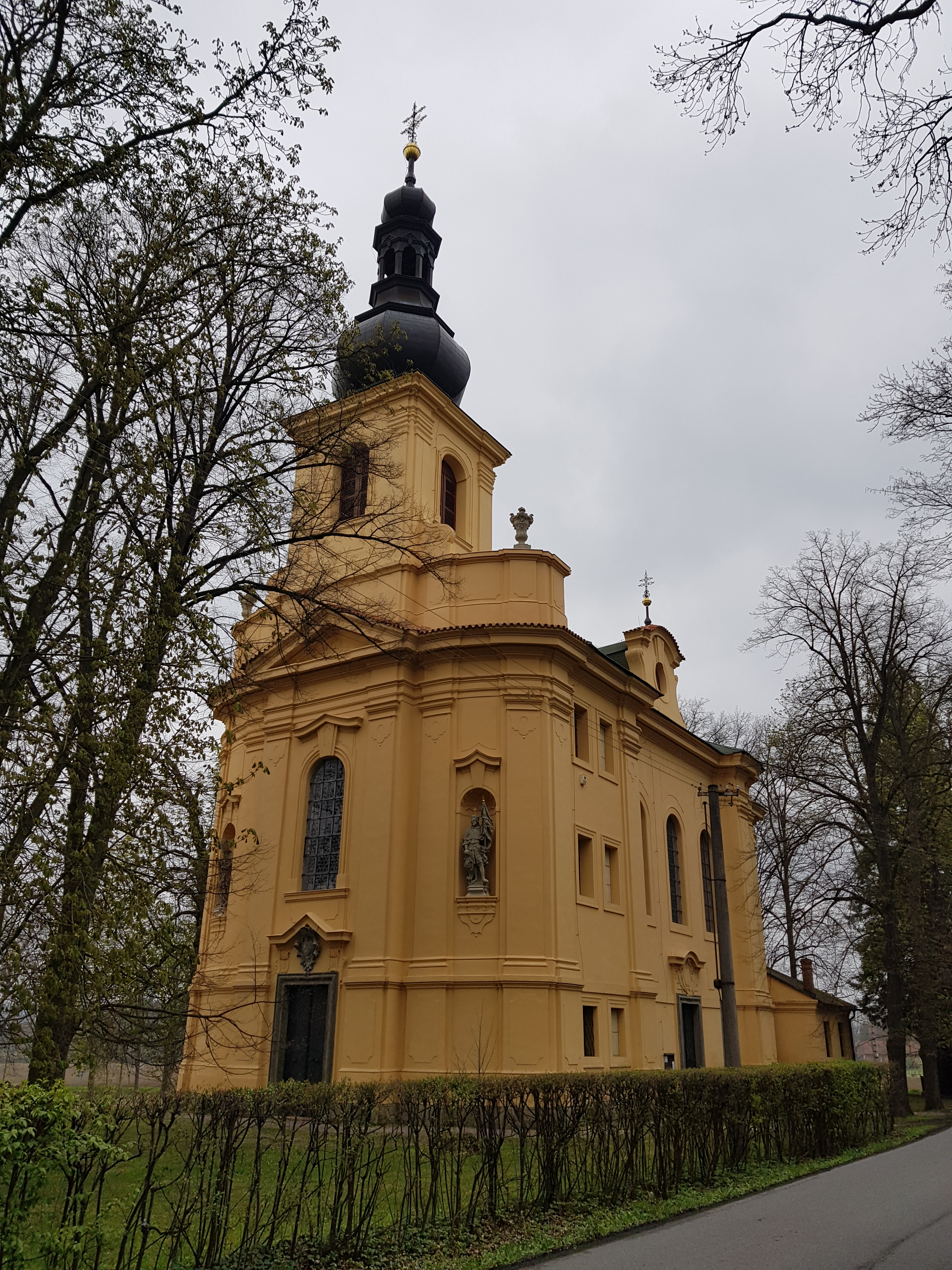
Pohled od jihozápadu

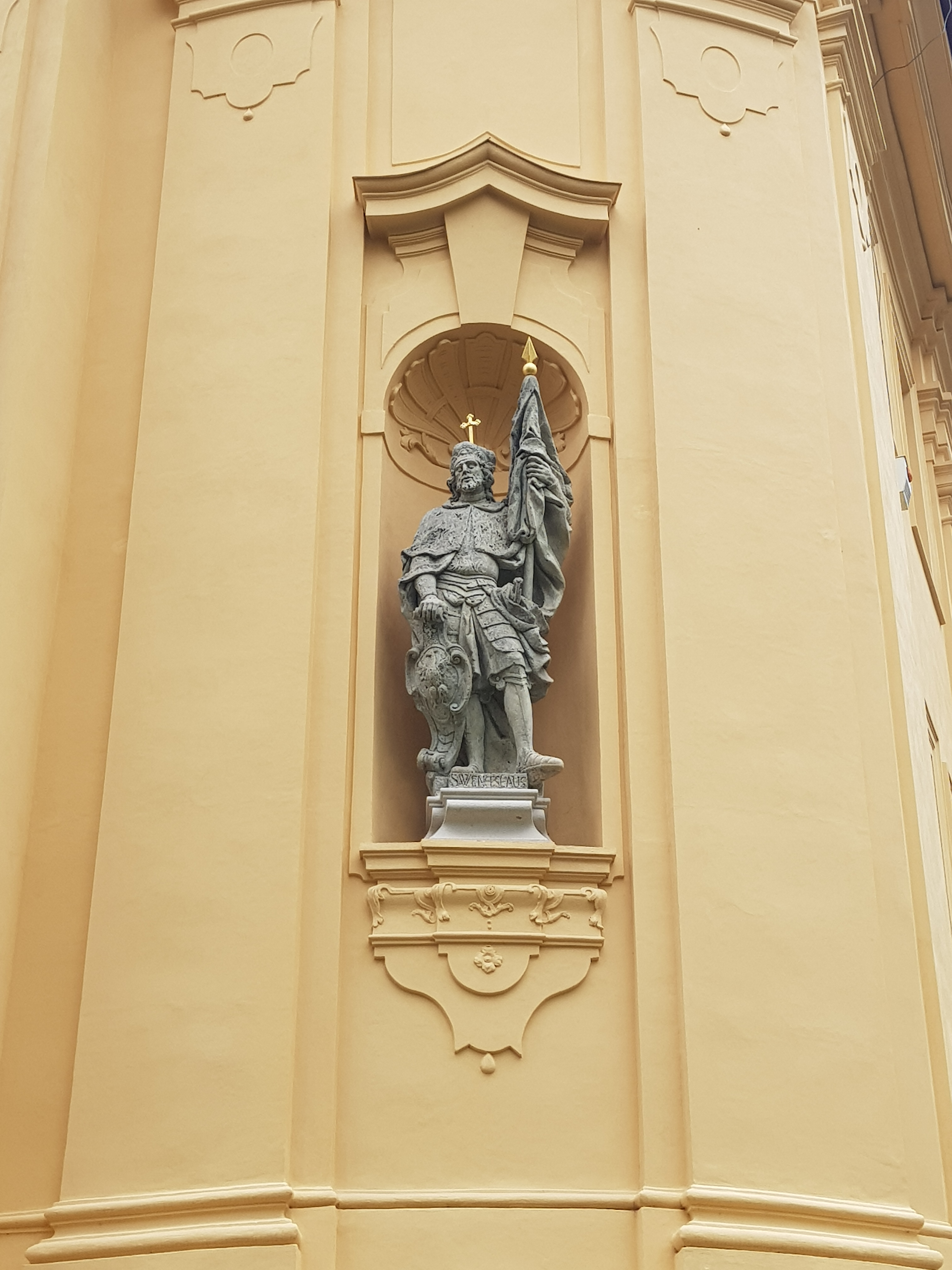
Socha sv. Václava na západním průčelí

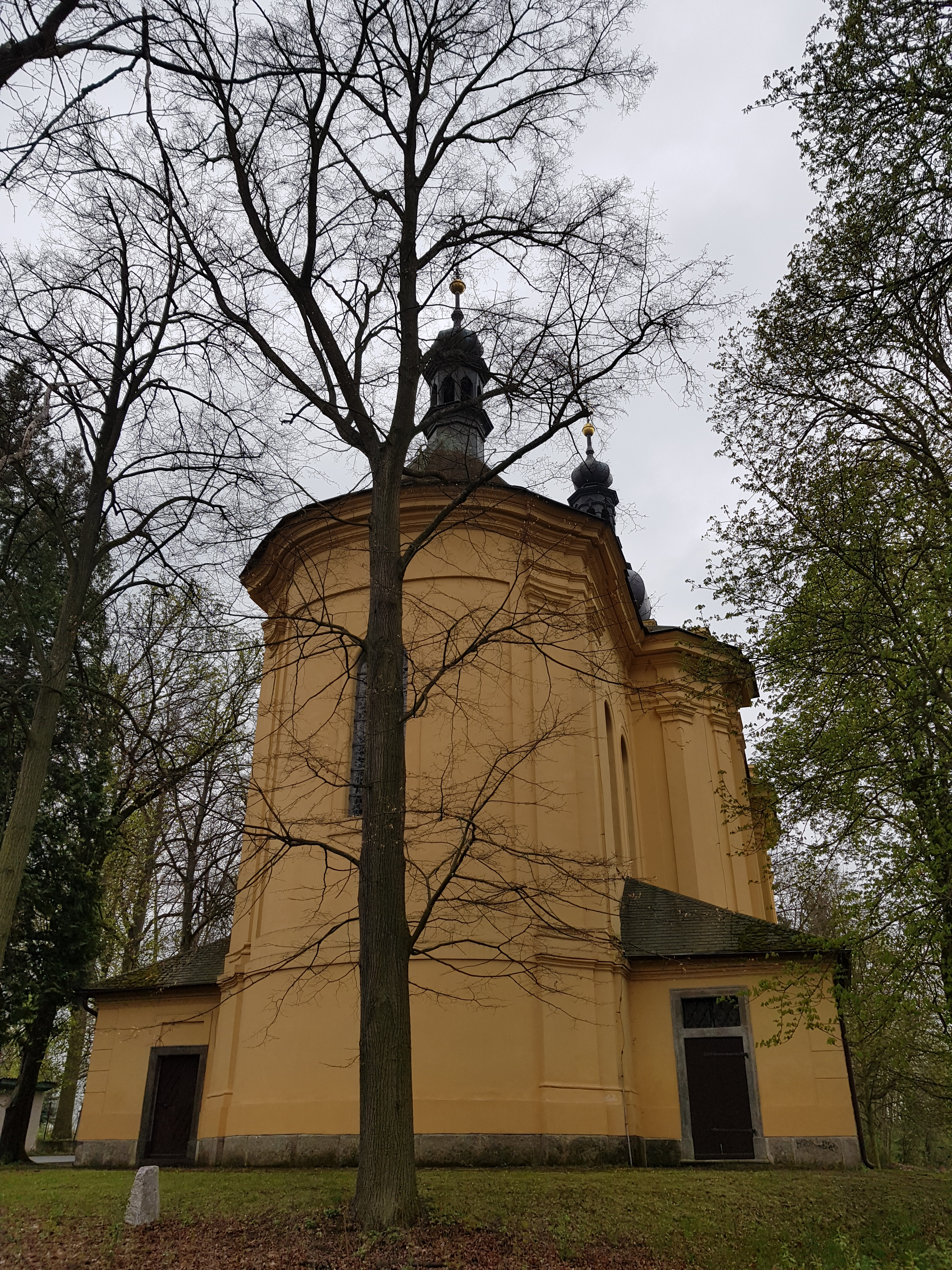
Pohled od východu

Chrám narození sv. Jana Křtitele v Osově je dílem vrcholného baroka a pochází z let 1734–1738. Pokyn k jeho stavbě dal tehdejší majitel panství hrabě Jan Adolf Kaunic. Hlavní pohnutkou pro toto rozhodnutí byl neutěšený stav farního románsko-gotického kostela ve Skřipli, jehož prostory byly citelně zchátralé a pro neustále přibývající počet obyvatelstva nedostačující.
Již v roce 1677, kdy se panství dostalo do vlastnictví Kauniců, stal se Osov hlavním, Skřipel pak přivtěleným statkem. Místem určeným pro stavbu nového chrámu byl tedy zvolen Osov, sídlo šlechty. Základ byl položen 18. dubna 1734.
Po čtyřech letech dostavěný kostel vysvětil 28. září 1738 Zikmund Ignác Quardinian, biskupský vikář a hořovický děkan. Ještě se dokončovaly práce na varhanách (do roku 1739) a na Božím hrobu. Ten byl dokončen v roce 1741, nyní je již mnoho let neúplný a je uschován v depozitáři. Hlavní oltář byl dohotoven v roce 1740 a téhož roku vysvěcen pražským biskupem hrabětem Šporkem.
Prvním duchovním správcem chrámu se stal P. Josef Vavřinec Herman. V roce 1741 vznikla na žádost hraběte Kaunice osovská farnost, přičemž původně farní ves Skřipel se stala filiální vsí.
Václav Lenkvík z Hostomic uvádí ve své Kronice Podbrdska, že Chrám vosovský je v naší krajině nejkrásnější architektonická a zvláštním způsobem vyvedená stavba, počítá 15 velikých a 5 menších oken, je tedy velmi světlý veselý i příjemný.
Chrám Narození sv. Jana Křtitele se nachází severně od osovského zámku a je dílem italských stavitelů. Plán na jeho stavbu vypracoval a podal dne 13. března 1733 vynikající fortifikační stavitel Bartolomeo Scotti (1685–1737) z Milána, jenž se roku 1716 usadil na Menším městě pražském ve Vlašské ulici. Hrubá stavba byla odbývána tzv. robotou poddanými Kaunicových panství. Jeden z nich, Jiří Táborský ze Lštěně, při ní následkem pádu z věže tragicky zahynul. Stavbu řídil Scotti až do své smrti. Po roce ji dokončil jeho příbuzný z četné družiny Luragů – Anselmo Martin Lurago, comský rodák, jeden ze stavitelů pražského hradu a kostela sv. Mikuláše.
Budova je jednolodní, obdélníková, se zaobleným presbytářem, postranní sakristií a oratoří. Její velmi hluboké základy spočívají na dubových pilotách. Vyduté západní průčelí se středním rizalitem ukončeným štítem nese portál se znakem rodu Kauniců a letopočtem 1737. Po stranách rizalitu se nacházejí výklenky (niky) se sochami svatého Václava a Kaunicova patrona svatého Adolfa z dílny Františka Ignáce Weisse (1695–1765), českého sochaře a řezbáře, od něhož pochází i vnitřní výzdoba – řezbářské a sochařské práce na oltářích a kazatelně. Ve 40. letech 18. století se nacházela pražská Weissova dílna na vrcholu svých schopností a byla v té době nejvýznamnější dílnou svého druhu. Sochy v osovském kostele se řadí k jejím nejdokonalejším dílům. Oltář Panny Marie zdobily řezby představující výjevy z jejího života, oltář sv. Jana Nepomuckého pak řezby s podobami zemských patronů. V 90. letech 20. století byly zcizeny.
Stěny uvnitř kostela člení pilastry. V presbytáři sklenutém plackou se štukovou výzdobou jsou dva chiaroscurové obrázky nad okny a nástropní freska Boha Otce v kúru andělském se čtyřmi evangelisty v rozích. Na stropě chrámové lodě jsou fresky Narození a Smrt sv. Jana Křtitele, na klenbovém oblouku erb hraběcí rodiny Kauniců. Freskovými malbami vyzdobil stavbu vlašský mistr de Pini.
Oltářní obraz namaloval Jan Hesler z Prahy kolem roku 1740. Zajímavá je podobnost s oltářem pražského kostela sv. Jiljí.
Tesařskou práci prováděl Josef Loffler, pražský občan. Vystavěl i věž s křížem těžkým 200 liber. Kříž na věž připevnil Lofflerův polír Jan Wildt.
Truhlářské práce včetně skříně v sakristii, na níž je napodobenina čenstochovské Panny Marie, jsou dílem truhlářského mistra Josefa Pinsingera z Osova.
Starodávná křtitelnice z červeného mramoru sem byla 5. října 1738 přenesena ze skřipelského kostela.

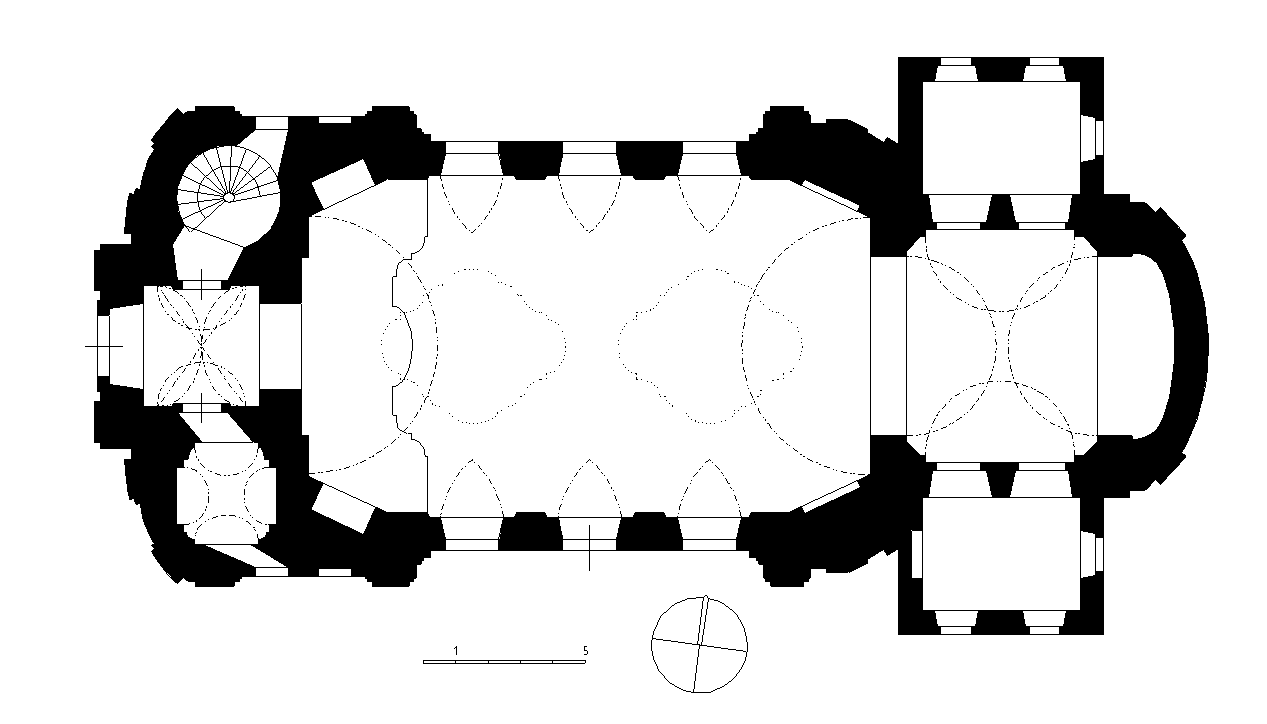
Půdorys kostela

Z nízké dřevěné zvonice ve Skřipli byly do osovského chrámu přineseny i tři zvony, z nichž nejstarší a největší byl ulit roku 1567 mistrem Brikcim v Praze. Druhý byl vyroben téhož roku ve stejné dílně, ale protože pukl, byl v roce 1754 přelit zvonařem Janem Jiřím Khűnerem z Malé Strany. Třetí zvon, který byl dílem zvonaře Valentina Lissiacka z Prahy, byl dán do malé (sanktusové) vížky. Tento zvon, jakož i druhý výše uvedený, zrekvírovala za světové války dne 21. prosince 1916 bývalá vojenská rakouská správa pro válečné účely. Zničení unikl pouze nejstarší a největší, který je ve věži dodnes a nedávno[kdy?] prošel generální opravou.
Sanktusový zvon „poledníček“ jménem Václav od zvonaře J. Diepolda z Prahy daroval kostelu Bedřich Schwarzenberg v roce 1922.
Dne 28. května 1939 byl posvěcen a v osovské věži zavěšen nový zvon s nápisem: „Nedej zahynouti nám ni budoucím“. Bohužel zde pobyl jen velmi krátký čas, neboť v průběhu války byl zkonfiskován.
V červenci roku 2005 byly ve velké věži instalovány dva nové zvony zasvěcené sv. Václavu a Panně Marii, které kostelu věnovali manželé Sudíkovi z Chicaga. Zvony byly odlity v německém Passově.
K nejcennějšímu vybavení chrámu patří varhany sestavené Ondřejem Nűderlem z Nepomuku v roce 1739. Za 1. světové války byly tyto nástroje velmi často rekvírovány k válečným účelům, ale osovské varhany tomuto nešťastnému údělu unikly. Totiž zdejší učitel František Valenta je ofotografoval a snímek zaslal místní kněz Václav Synek vojenské správě s poukazem na celkový sloh kostela a starožitnost, což bylo vojenskou správou uznáno, a proto se zdejší vzácné varhany zachovaly dodnes.
Osovské varhany jsou mimořádně cenné a akustika zde vynikající. Pro nespornou kvalitu si zdejší kostelní prostory několikrát vybraly nahrávací týmy k pořízení zvukového záznamu. Například v roce 1990 se zde uskutečnilo nahrávání Händelových varhanních koncertů s vynikajícím sólistou Jaroslavem Tůmou a orchestrem Virtuosi di Praga s uměleckým ředitelem Oldřichem Vlčkem, houslistou, který na pražských koncertech doprovázel světoznámého tenora Plácida Dominga. V kostele byl natočen i hudební pořad pro Českou televizi opět s Jaroslavem Tůmou, tentokrát v dialogu s hercem Ivanem Vyskočilem. Jaroslav Tůma zde vystupoval i při vánočním koncertě s vynikajícím trumpetistou Milanem Rejlkem.

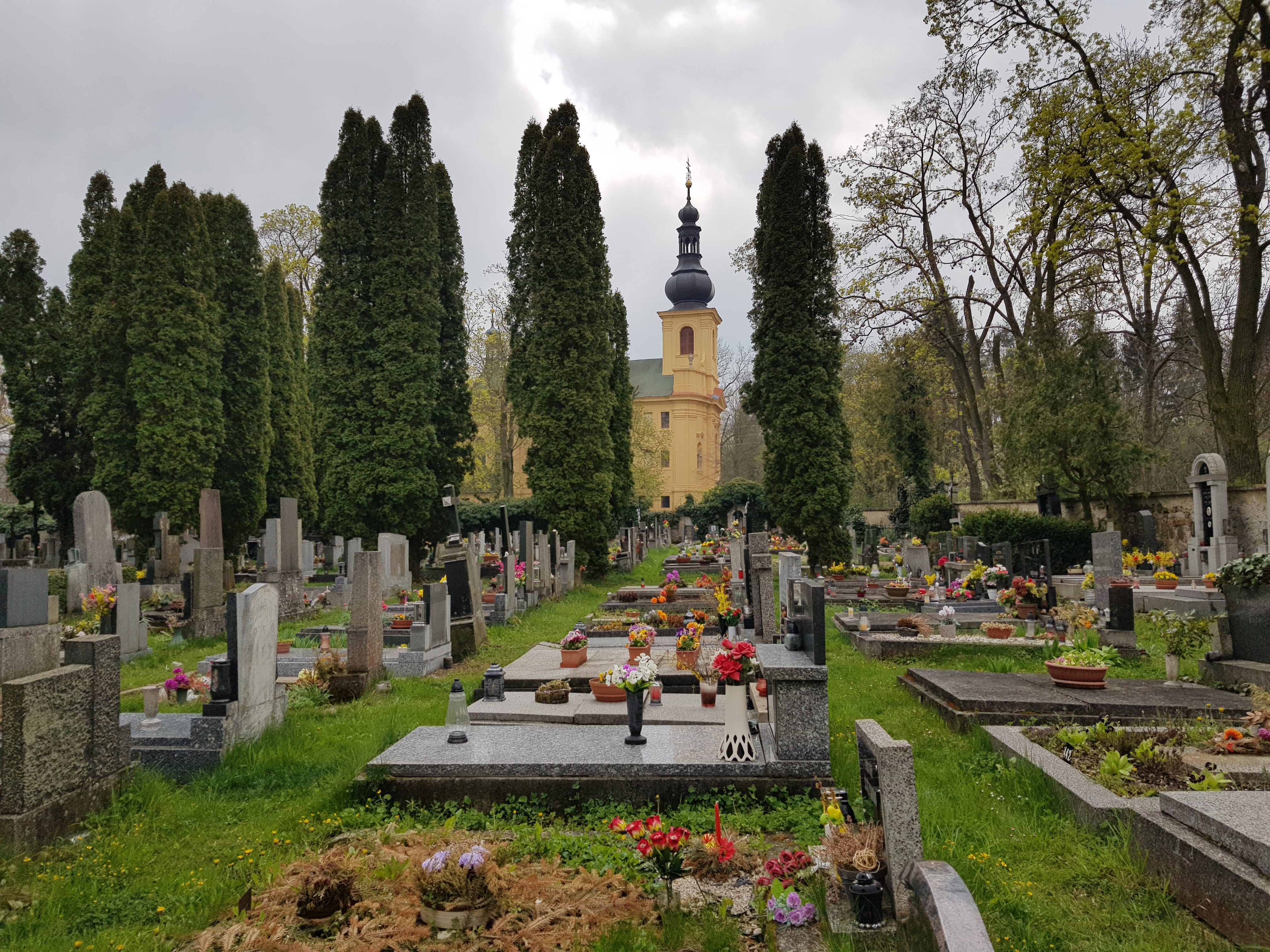
Pohled na kostel ze hřbitova

Uprostřed chrámové lodi se nachází hrobka s ostatky dvanácti osob: prvního zdejšího faráře Josefa Hermana, který zemřel v roce 1749, matky kněze Každého, panských úředníků a jejich rodinných příslušníků.
V roce 1859 navštívil Osov kardinál Bedřich ze Schwarzenbergu, aby zde sloužil mši a udělil svátosti biřmování. V té době bylo panství již téměř dvacet let majetkem knížecího rodu Schwarzenbergů (od roku 1840), kteří byli zároveň patrony osovského chrámu a nesli převážnou část nákladů na jeho údržbu. V roce 1910 proběhla na náklady Karla Schwarzenberga velká a důkladná oprava zevnějšku celého kostela i obou věží. Ty byly z větší části pokryt novým plechem, obě báně (makovice) pozlacené.
Po knížatech ze Schwarzenberga se patronem kostela stal nový majitel panství, komerční rada Václav Palivec, generální ředitel Colloredo-Mannsfeldských velkostatků. Hned v roce 1931 dal kostel „od hlavy až k patě“ opravit asi nákladem 60 000 Kč. V báních obou věží nalezeny byly zápisy ze starých dob, které při provádění oprav byly doplněny novými záznamy, latinské spisy přeloženy do češtiny a pak zpět na původní místo v báních uloženy (zapsal František Malý, správce osovského velkostatku).
12. června roku[kdy?] uděloval zde za přítomnosti lidu z celého okolí, včetně majitele panství, svaté biřmování kardinál dr. Karel Kašpar.
Václav Palivec byl posledním patronem kostela, neboť po znárodnění veškerého jeho majetku v roce 1948 jsou opravy budovy závislé na státních příspěvcích a dobrovolných sbírkách.
K zásadnější rekonstrukci stavby došlo v roce 1963. Od té doby kostel pomalu chátral. Koncem 80. let 20. století se nacházel v natolik havarijním stavu, že hrozilo jeho uzavření. K tomu již nedošlo, na počátku 90. let začala jeho postupná rekonstrukce. Nejdůležitější záchranné práce (oprava střechy a věže, výměna oken) byly vykonány v průběhu tohoto období, k dokončení opravy vnější fasády, která byla v havarijním stavu a římsy hrozily zřícením, došlo po roce 2010. Pro nedostatek finančních prostředků byla v roce 1998 vyhlášena sbírka na opravu osovského kostela Narození sv. Jana Křtitele, jejímž základem se stal výtěžek z koncertu pořádaného k 80. výročí vzniku Československa.

## Přifařené obce
Přifařené obce jsou Osov, Osovec, Vižina, Nové Dvory, Lážovice, Malý Chlumec, Velký Chlumec a Skřipel.

## Galerie

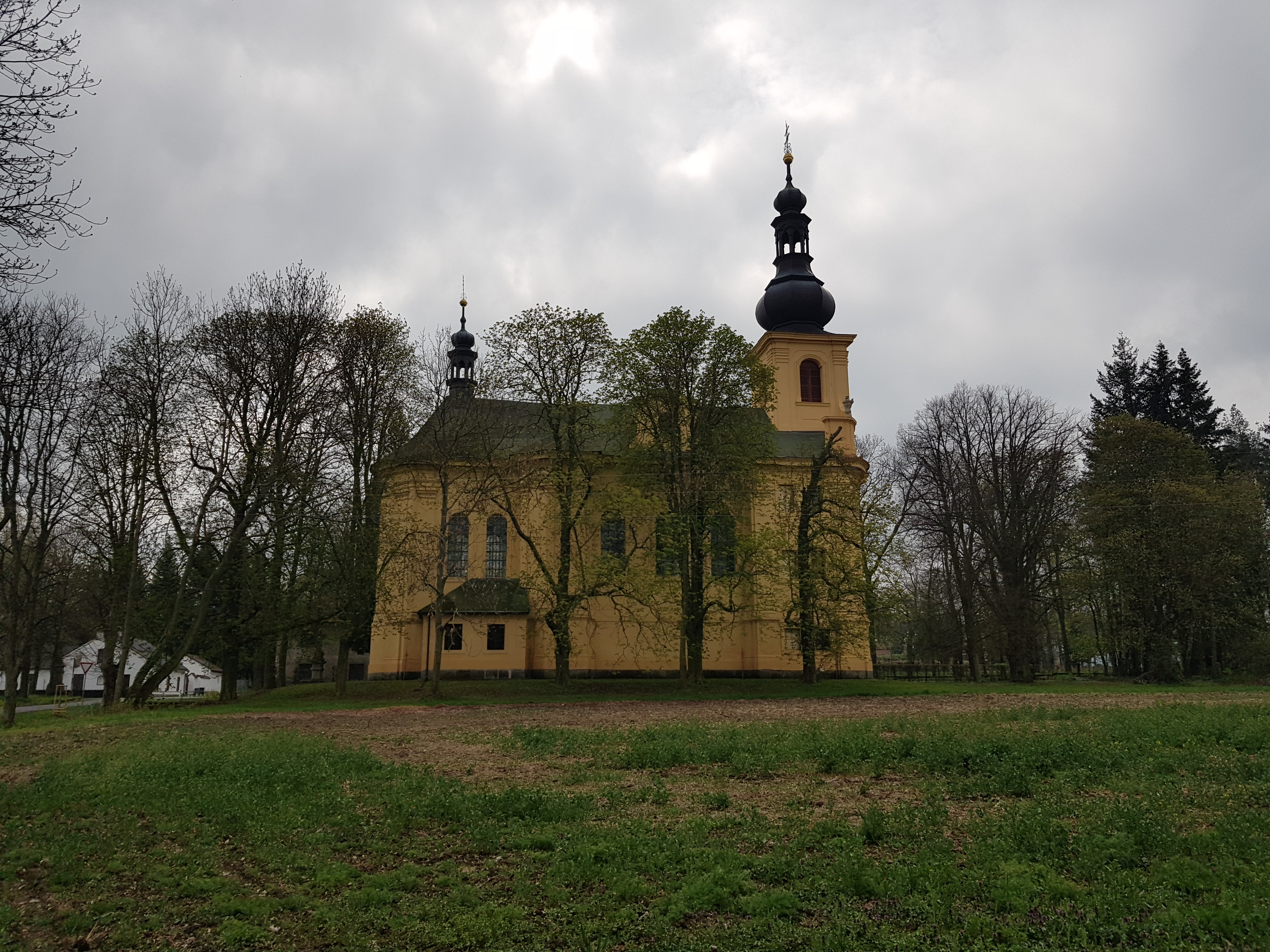
Kostel v Osově od hřbitova
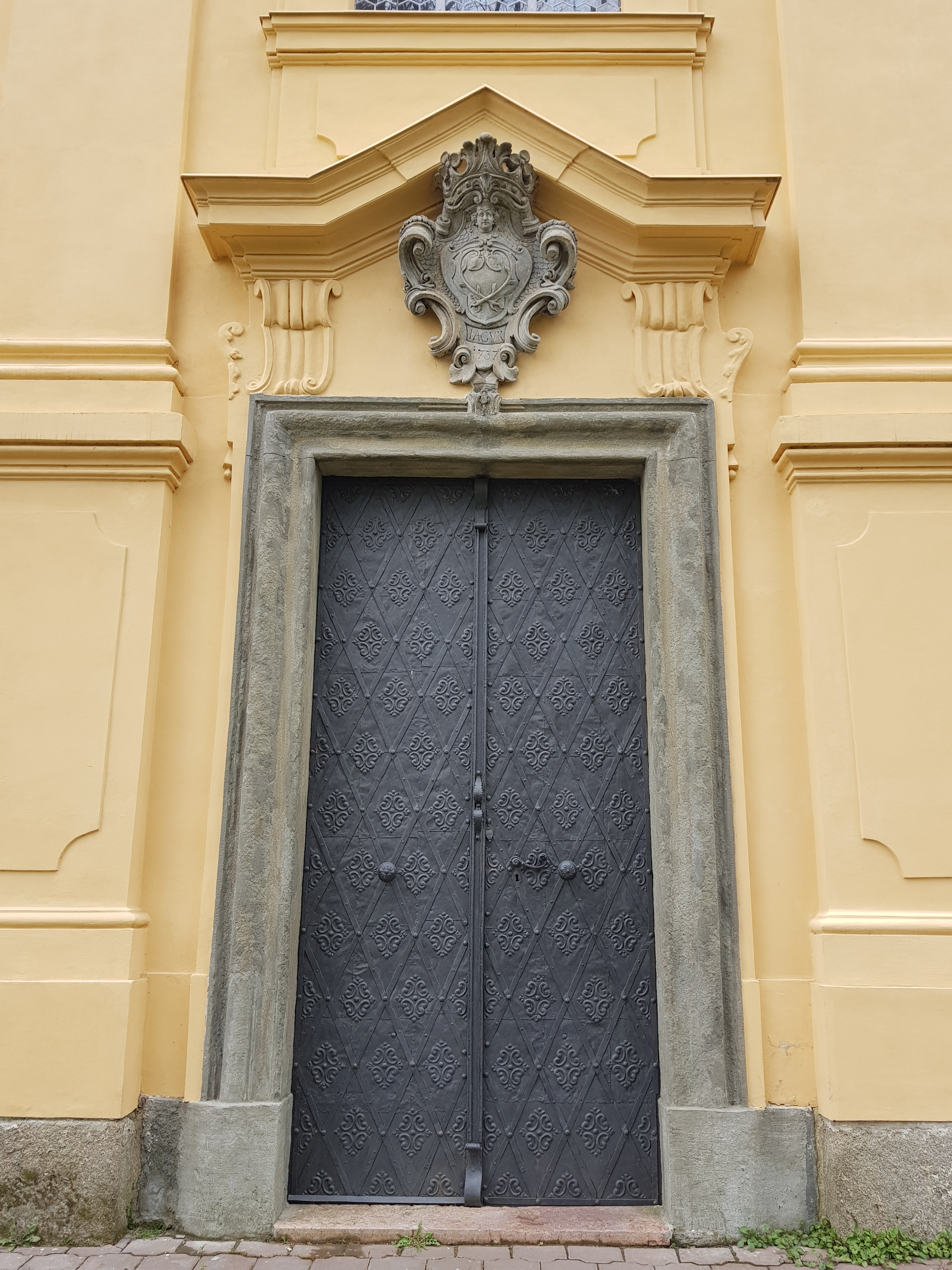
Vchod do kostela
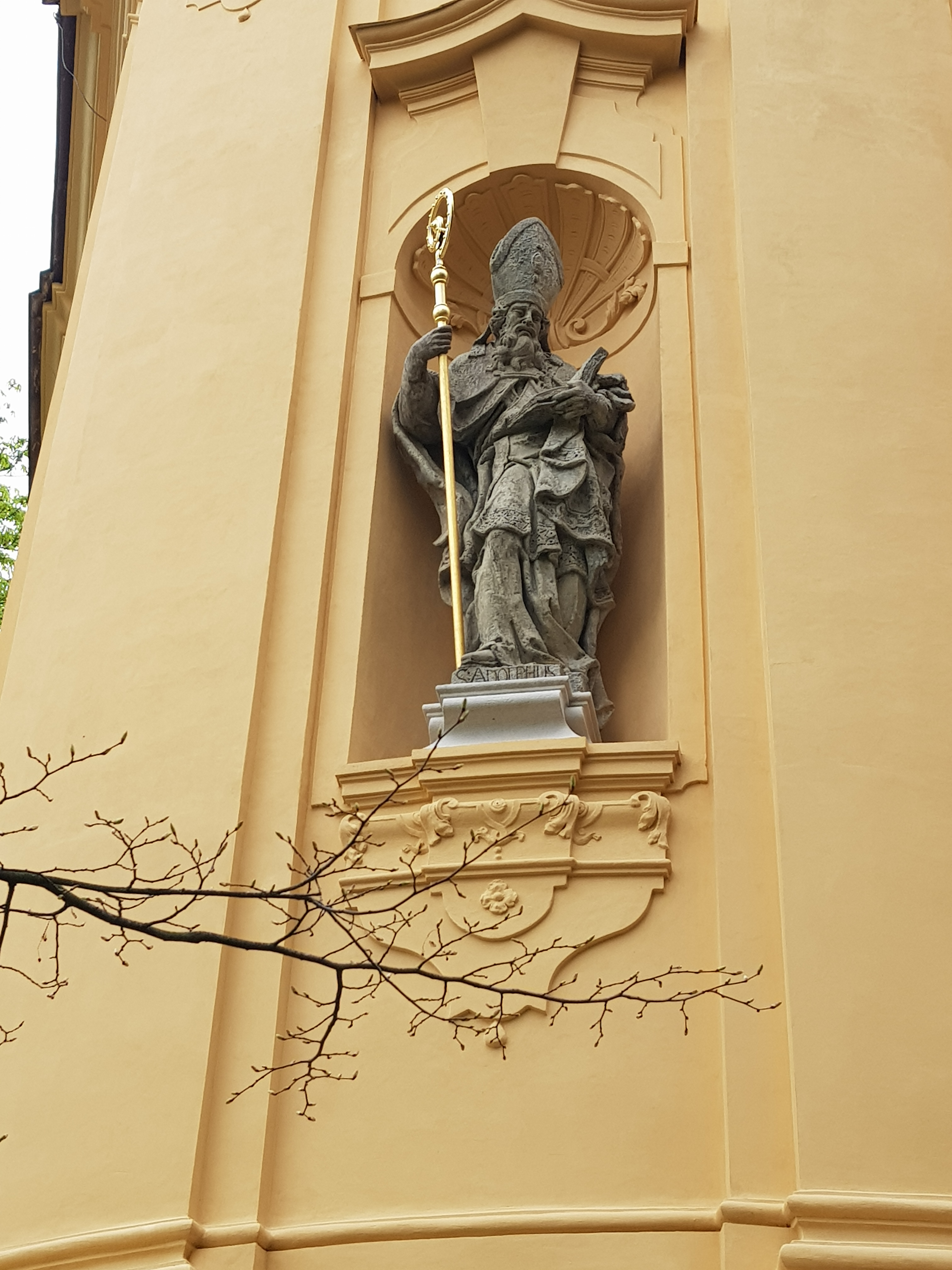
Socha sv. Adolfa na fasádě kostela
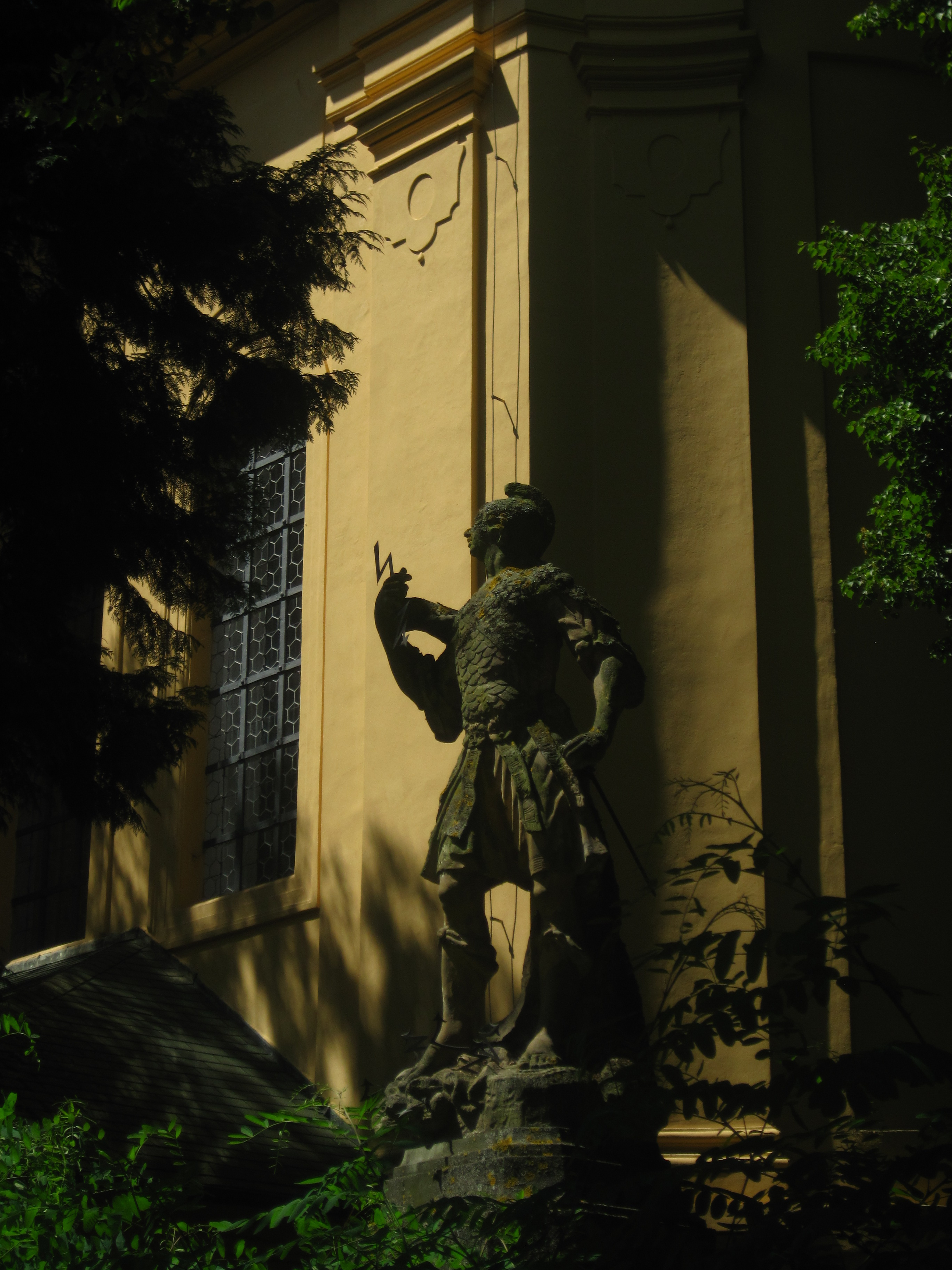
Sochařská výzdoba před kostelem
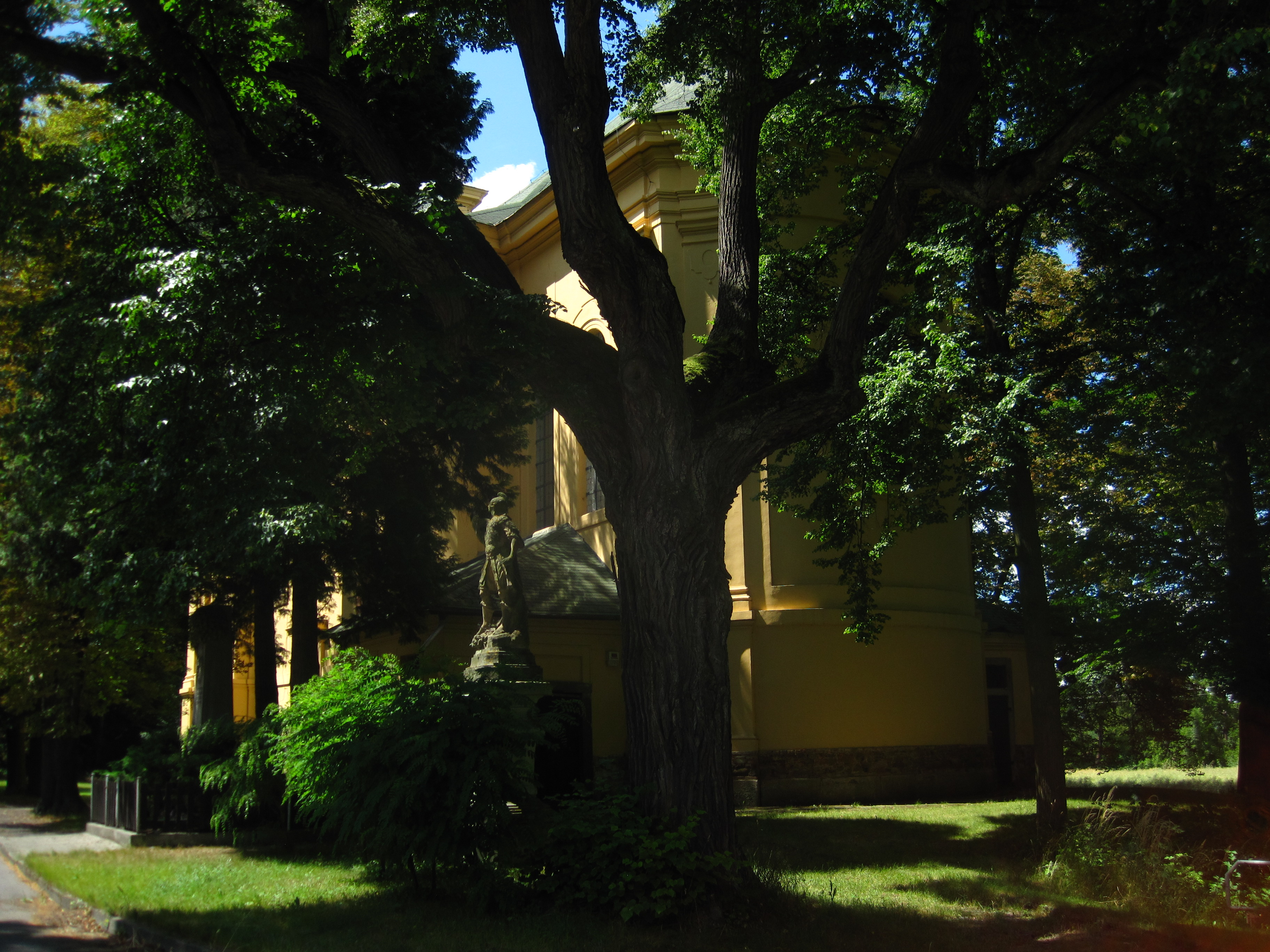
Prostranství před kostelem
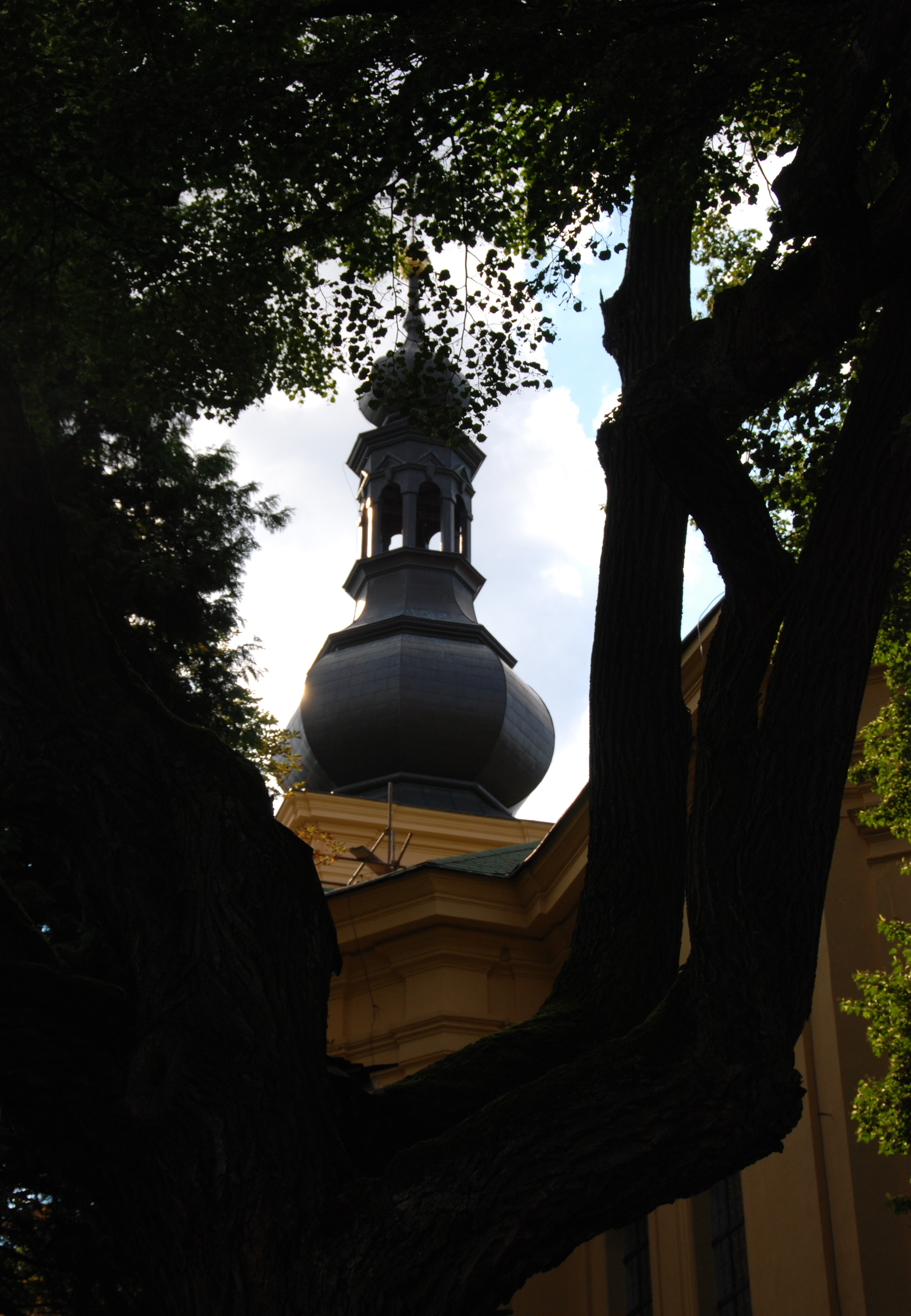
Báň věže
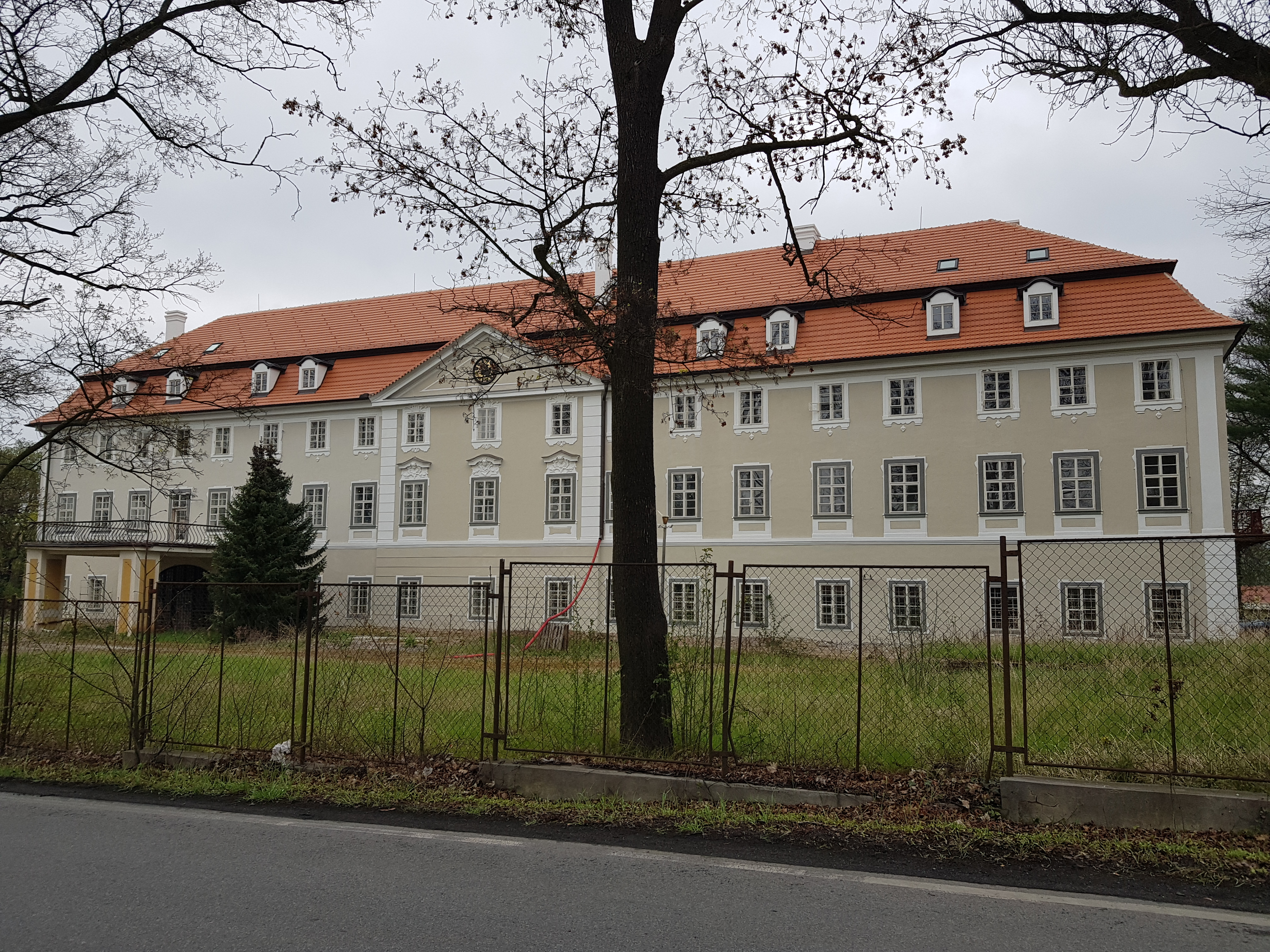
Zámek v Osově, vzniklý souběžně s kostelem